# Herning Bibliotekerne
Herning Bibliotekerne er lokalt folkebibliotek i Herning. Med sine fem lokalbiblioteker i Hammerum, Sunds, Aulum, Kibæk og Vildbjerg dækker Herning Bibliotekerne biblioteksbetjeningen for kommunens 83.600 indbyggere fordelt på 1323 km². Herning Bibliotekerne er samtidig centralbibliotek for 19 kommunebiblioteker i regionen.
Den 30. august 2014 åbnede et nyt hovedbibliotek i Herning bymidte. Det betød, at 40 års bibliotekshistorie på Brændgårdvej var forbi. Biblioteket i Herning er i dag 5.914 m², hvoraf ca. 4600 m² er brugerareal, 300 m² er mødelokaler og 670 m² går til kontorfaciliteter. 214 m² er café og forpagtes af Café Aroma.  
- Bygherre:Herning Kommune - By, Erhverv og Kultur
- Arkitekt: Kristian H. Nielsen i samarbejde med GPP Arkitekterne a/s
- Ingeniør: Rambøll Herning
- Hovedentreprenør: CC Contractor a/s

## Kunst på Herning Bibliotekerne
- Frise + "Fordybet" af Kasper Sonne
- Udendørs frise af Hesselholdt og Mejlvang
- Udsmykning af børnebiblioteket BøH-landet af Hanne Bartholin